# 아들의 자리
아들의 자리(Pozitia copilului, Child's Pose)는 루마니아에서 제작된 칼린 페터 네쩌 감독의 2013년 드라마 영화이다. 루미니타 게오주 등이 주연으로 출연하였다. 제63회 베를린 국제 영화제에 초연되어 황금곰상을 받았다.

## 출연

### 주연
- 루미니타 게오주
- 보그단 두미트라체
- 나타사 랩
- 플로린 잠피레스쿠
- 블라드 이바노브

### 조연
- 미미 브래네스쿠
- 애드리언 티티에니
- 타니아 포파